# Braccae
«Braccae» era una prenda en forma de pantalón usada por varios pueblos en la Antigüedad y la Edad Media, en Centroeuropa y característico de la indumentaria de los galos. Se sujetaban a la cintura con un cordón y se usaban bien cortos -que llegaban hasta la rodilla- o largos (más frecuentes en las tribus que vivían más al norte).[cita requerida]

## Etimología

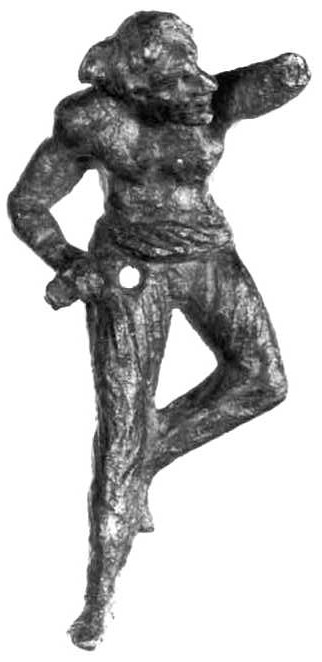
Representación romana de bronce (encontrada en Apt, Francia) de un bárbaro Galo o Suevo usando unos braccae largos y arrugados.

El término «braccae» se ha relacionado con el inglés «breeches», o con el castellano «braga». Parece derivar de la raíz  Indo-europea *bhrg- 'rotura', aquí aparentemente utilizado en el sentido de 'dividir', 'separar'. La secuencia consonante *b.r.k implica un origen germánico (con un cambio de sonido regular de *g > *k) más que de la rama Celta de las lenguas  Indo-europeas; el Celta en vez de eso, tiene normalmente  *b.r.g; mientras el gaélico escocés tiene *briogais i el Bretón tiene *bragoù. La forma *b.r.k está referenciada en lenguas germánicas (Proto-germánico *brōkiz).
Si los romanos aprendieron esta palabra de los hablantes celtas, parece extraño que la palabra latina contenga cc, aparentemente asemejándose a la forma germánica con ̈k, más que a la forma Celta, con g. Hay varias explicaciones posibles:
- Los romanos oyeron primero la palabra de los Celta-parlantes, que lo habían tomado prestado de los germánico-parlantes.
- Los romanos oyeron primero la palabra de los germánico-parlantes.
- Los romanos oyeron primero la palabra con la forma  g Celta, pero la pronunciación que utilizaron en la imitación  no reflejó de forma exacta el sonido que oyeron inicialmente.
- La palabra celta pasó primero a los etruscos, que no distinguían entre los sonidos "c" y "g". Se conoce la transición, a través de los registros Etruscos, de la palabra griega amorge convertida al latín amurca, o de la palabra griega κυβερνἂν (kubernân) al latín gubernare. Explicando pues, como "bragae" pasó a "bracae" y después a "braccae".[cita requerida]